# Fußball-Weltmeisterschaft 1954/Statistik
Dieser Artikel gibt einen Überblick über die Rekorde und Statistiken zur Fußball-Weltmeisterschaft 1954.

## Abschlusstabelle WM 1954
Die folgende Rangliste berücksichtigt die Kriterien der FIFA.
| Rang | Mannschaft       | Spiele | Siege | Unentschieden | Niederlagen | Tore  | Tordifferenz | Punkte |
| ---- | ---------------- | ------ | ----- | ------------- | ----------- | ----- | ------------ | ------ |
| 1    | BR Deutschland   | 6      | 5     | 0             | 1           | 25:14 | +11          | 10:2   |
| 2    | Ungarn           | 5      | 4     | 0             | 1           | 27:10 | +10          | 8:2    |
| 3    | Österreich       | 5      | 4     | 0             | 1           | 17:12 | +5           | 8:2    |
| 4    | Uruguay          | 5      | 3     | 0             | 2           | 16:9  | +7           | 6:4    |
| 5    | Brasilien        | 3      | 1     | 1             | 1           | 8:5   | +3           | 3:3    |
| 6    | England          | 3      | 1     | 1             | 1           | 8:8   | ±0           | 3:3    |
| 7    | Jugoslawien      | 3      | 1     | 1             | 1           | 2:3   | −1           | 3:3    |
| 8    | Schweiz          | 4      | 2     | 0             | 2           | 11:11 | ±0           | 4:4    |
| 9    | Türkei (E)       | 3      | 1     | 0             | 2           | 10:11 | −1           | 2:4    |
| 10   | Italien          | 3      | 1     | 0             | 2           | 6:7   | −1           | 2:4    |
| 11   | Frankreich       | 2      | 1     | 0             | 1           | 3:3   | ±0           | 2:2    |
| 12   | Belgien          | 2      | 0     | 1             | 1           | 5:8   | −3           | 1:3    |
| 13   | Mexiko           | 2      | 0     | 0             | 2           | 2:8   | −6           | 0:4    |
| 14   | Tschechoslowakei | 2      | 0     | 0             | 2           | 0:7   | −7           | 0:4    |
| 15   | Schottland (E)   | 2      | 0     | 0             | 2           | 0:8   | −8           | 0:4    |
| 16   | Südkorea (E)     | 2      | 0     | 0             | 2           | 0:16  | −16          | 0:4    |

Anmerkungen:
- Entscheidend für die Reihenfolge nach FIFA-Kriterien ist zunächst die erreichte Runde (Sieger, Finalist, Dritter, Halbfinalist, Viertelfinalist, Vorrunde). Ist die erreichte Runde gleich, entscheiden der Reihe nach die Zahl der Punkte, die Tordifferenz, die Zahl der geschossenen Tore und der direkte Vergleich. Entscheidungsspiele um Platz 2 in den Gruppen sind in die Tabelle eingerechnet, werden aber von der FIFA für die Platzierung nicht berücksichtigt. In der Verlängerung entschiedene Spiele werden mit dem Stand nach 120 Minuten gewertet.[1]
- (E) = Erstteilnehmer

## Spieler
- Ältester Spieler: Stanley Matthews (England) mit 39 Jahren (2 Einsätze)
- Jüngster Spieler: Coşkun Taş (Türkei) mit 19 Jahren (1 Einsatz)

Anmerkung: Nicht von allen Spielern sind die Geburtsdaten bekannt.

## Torschützen
- Erster Torschütze: Miloš Milutinović (Jugoslawien) in der 15. Minute des Spiels gegen Frankreich
- Jüngster Torschütze: Miloš Milutinović (Jugoslawien) mit 21 Jahren
- Ältester Torschütze: Obdulio Varela (Uruguay) mit 37 Jahren, bereits vier Jahre zuvor ältester Torschütze (zweitältester war Fritz Walter mit 33 Jahren)
- Schnellster Torschütze: Suat Mamat (Türkei) in der zweiten Minute des ersten Spiels gegen Deutschland
- Max Morlock (Deutschland) erzielte beim 7:2-Sieg gegen die Türkei das 400. WM-Tor
- Sándor Kocsis (Ungarn) wurde mit seinem 10. WM-Tor, das er in der 111. Minute des Halbfinalspiels gegen Uruguay erzielt hatte, neuer WM-Rekordtorschütze und steigerte den Rekord in der 116. Minute auf 11 Tore. Er verlor den Rekord bei der folgenden WM

### Torschützenliste (Endrunde)
Sándor Kocsis war der erste Spieler, der bei einer WM mehr als neun Tore erzielen konnte, was nach ihm bis heute nur zwei weiteren Spielern (Just Fontaine 1958 mit 13 und Gerd Müller 1970 mit 10 Toren) gelang.
| Rang | Spieler          | Tore |
| ---- | ---------------- | ---- |
| 1    | Sándor Kocsis    | 11   |
| 2    | Max Morlock      | 6    |
|      | Josef Hügi       | 6    |
|      | Erich Probst     | 6    |
| 5    | Robert Ballaman  | 4    |
|      | Nándor Hidegkuti | 4    |
|      | Carlos Borges    | 4    |
|      | Ferenc Puskás    | 4    |
|      | Helmut Rahn      | 4    |
|      | Hans Schäfer     | 4    |
|      | Ottmar Walter    | 4    |

| Rang | Spieler         | Tore |
| ---- | --------------- | ---- |
| 12   | Suat Mamat      | 3    |
|      | Burhan Sargın   | 3    |
|      | Juan Hohberg    | 3    |
|      | Pol Anoul       | 3    |
|      | Nat Lofthouse   | 3    |
|      | Oscar Míguez    | 3    |
|      | Theodor Wagner  | 3    |
|      | Ernst Stojaspal | 3    |
|      | Zoltán Czibor   | 3    |
|      | Fritz Walter    | 3    |

Darüber hinaus gab es 11 Spieler mit zwei und 27 Spieler mit einem Treffer. Hinzu kamen vier Eigentore.
Torschützenkönig des gesamten Wettbewerbs (Qualifikation und Endrunde) wurde der Deutsche Max Morlock mit 12 Toren.

## Trainer
- Jüngster Trainer: Jaroslav Cejp (Tschechoslowakei) mit 30 Jahren
- Diese Teams wurden von ausländischen Trainern betreut: Belgien vom Schotten Doug Livingstone, Italien vom Ungarn Lajos Czeizler, Mexiko vom Spanier Antonio López Herranz, die Schweiz vom Österreicher Karl Rappan und die Türkei vom Italiener Sandro Puppo

## Schiedsrichter
- William Ling war bei dieser WM der erste von bis heute drei Engländern, die ein WM-Finale leiten durften. Diese Anzahl wurde 2014 auch von Italienern erreicht.
- Ling war auch der erste Schiedsrichter, der sowohl ein WM- als auch ein Olympiafinale leitete, was nach ihm bisher nur Pierluigi Collina durfte.

## Qualifikation
- Für diese WM hatten sich 38 Mannschaften gemeldet, vier mehr als vier Jahre zuvor.
- Die Schweiz als Gastgeber und Uruguay als Titelverteidiger waren automatisch qualifiziert
- Die Bundesrepublik Deutschland und das noch selbständige Saarland trafen in einer Qualifikationsgruppe aufeinander, wobei das Saarland vom späteren Bundestrainer Helmut Schön trainiert wurde. Es waren die einzigen Spiele der beiden Mannschaften gegeneinander.
- Die britischen Mannschaften spielten wie 4 Jahre zuvor zwei Teilnehmer in den British Home Championship aus. Diesmal nahmen aber auch die zweitplatzierten Schotten an der Endrunde teil, für die damit eine Serie von acht Teilnahmen mit dem Aus in der Vorrunde begann.
- Zwischen Spanien und der Türkei gab es ein Entscheidungsspiel, nachdem Spanien daheim mit 4:1 und die Türkei daheim mit 1:0 gewonnen hatte. Die erzielte Tordifferenz war ohne Bedeutung. Da das Entscheidungsspiel in Rom 2:2 nach Verlängerung endete, kam es zum Losentscheid, der der Türkei die erste WM-Teilnahme bescherte.
- Ungarn war kampflos qualifiziert, da Polen verzichtete
- Brasilien, das zuvor immer kampflos oder automatisch qualifiziert war, musste erstmals Qualifikationsspiele bestreiten, die mit vier Siegen endeten.
- Erstmals konnte sich der amtierende Südamerikameister (Paraguay) nicht für die WM qualifizieren

## Besonderheiten
- Spiele dieser WM wurden erstmals live im Fernsehen gezeigt.
- Bei dieser WM gab es zum einzigen Mal den Fall, dass die beiden am höchsten eingeschätzten Mannschaften in den Gruppen nicht gegeneinander spielen mussten.
- Bei Punktegleichstand zwischen zwei Mannschaften gab es entweder Losentscheide – wenn es sich um Platz 1 und 2 handelte – oder Entscheidungsspiele – wenn es um Platz 2 und 3 ging. Dadurch schieden mit der Italien und Türkei zwei Mannschaften aus obwohl sie das bessere Torverhältnis hatten und Jugoslawien sowie Österreich wurden Gruppensieger, obwohl sie weniger Tore als die Gruppenzweiten geschossen hatten.
- Das 7:5 Österreichs gegen die Schweiz im Viertelfinale ist das torreichste Spiel der WM-Geschichte
- Die 27 Tore Ungarns und der Schnitt von 5,4 Toren pro Spiel sind die Höchstwerte einer Mannschaft bei einer einzelnen WM. Auch die zweitbesten Werte (Deutschland mit 25 Toren und 4,2 Tore pro Spiel) wurden bei dieser WM erreicht, ebenso der Schnitt von 5,38 Toren pro Spiel in allen Spielen.
- Die 140 geschossenen Tore wurden erst 1982 übertroffen als das Teilnehmerfeld um acht Mannschaften vergrößert wurde.
- Dies war die einzige WM, bei der es nach Remis in der Gruppenphase eine Verlängerung gab, aber keine Entscheidung wenn es danach immer noch remis stand.
- Mit Österreich und Uruguay standen erstmals zwei Mannschaften aus der gleichen Vorrundengruppe im Spiel um Platz 3. In der Vorrunde hatten sie aber nicht gegeneinander gespielt.
- Mit Deutschland und Ungarn standen erstmals zwei Mannschaften aus der gleichen Vorrundengruppe im Finale, wobei Deutschland wie in der Vorrunde drei Tore schoss, aber sechs weniger kassierte.
- Deutschland hatte als erster Gruppenzweiter das Finale erreicht und konnte es als erster Gruppenzweiter gewinnen, was danach auch Argentinien (1978) und Italien (1982) gelang.
- Für Deutschland begann bei dieser WM eine Serie von 16 WM-Turnieren, bei der mindestens die Runde der letzten Acht erreicht wurde. Die Serie endete erst 2018 mit dem Vorrundenaus. Diese Serie wurde noch von keiner Mannschaft überboten.
- Nur bei dieser WM gab es keine Mannschaft ohne Niederlage
- Deutschland schoss auf dem Weg ins Finale 3,83 Tore pro Spiel, so viele, wie noch kein anderer Weltmeister.
- Ungarn erzielte in den Spielen vor dem Finale 6,25 Tore pro Spiel, so viele, wie noch kein anderer WM-Finalist.
- Das 9:0 der Ungarn gegen Südkorea war bis 1982 der höchste WM-Sieg, wo die Ungarn ihren eigenen den Rekord gegen El Salvador auf 10:1 steigerten.
- Die 16 Gegentore für Südkorea wurden noch bei keiner WM übertroffen
- Zum bisher letzten Mal nahmen beide Finalisten an der vorherigen WM nicht teil, was ansonsten nur 1934 der Fall war.
- Deutschland wurde als bisher einzige Mannschaft Weltmeister, die nur gegen Mannschaften des eigenen Kontinents spielte und als erste Mannschaft Weltmeister, die ein Spiel im Turnierverlauf verloren hatte.
- Im ungarischen Kader standen 14 Spieler, die zwei Jahre zuvor die olympische Goldmedaille gewannen – bis heute die höchste Anzahl
- Die Schweiz kassierte mit 2,75 Gegentoren pro Spiel die bisher meisten eines Gastgebers
- Die Schweiz ist mit 41.285 km² das bisher flächenmäßig kleinste Land als WM-Ausrichter. (Wird im Jahr 2022 von Katar mit 11.627 km² unterboten werden)

## Fortlaufende Rangliste
| Rang | Mannschaft               | Teilnahmen | Spiele | Siege | Unentschieden | Niederlagen | Tore  | Tordifferenz | Punkte |
| ---- | ------------------------ | ---------- | ------ | ----- | ------------- | ----------- | ----- | ------------ | ------ |
| 1    | Uruguay ↑2               | 3          | 13     | 10    | 1             | 2           | 46:17 | +29          | 21:5   |
| 2    | Italien ↓1               | 4          | 14     | 10    | 1             | 3           | 33:18 | +15          | 21:7   |
| 3    | Brasilien ↓1             | 5          | 17     | 9     | 3             | 5           | 50:27 | +23          | 21:13  |
| 4    | BR Deutschland ↑7        | 3          | 12     | 8     | 1             | 3           | 39:27 | +12          | 17:7   |
| 5    | Ungarn ↑2                | 3          | 11     | 8     | 0             | 3           | 47:19 | +28          | 16:6   |
| 6    | Österreich ↑8            | 2          | 9      | 6     | 0             | 3           | 24:19 | +5           | 12:6   |
| 7    | Schweiz ↑3               | 4          | 12     | 5     | 2             | 5           | 25:27 | −2           | 12:12  |
| 8    | Jugoslawien ↑1           | 3          | 9      | 5     | 1             | 3           | 16:13 | +3           | 11:7   |
| 9    | Spanien ↓5               | 2          | 9      | 4     | 2             | 3           | 14:15 | −1           | 10:8   |
| 10   | Tschechoslowakei ↓5      | 3          | 9      | 4     | 1             | 4           | 14:16 | −2           | 9:9    |
| 11   | Schweden ↓5              | 3          | 10     | 4     | 1             | 5           | 26:28 | −2           | 9:11   |
| 12   | Argentinien ↓4           | 2          | 6      | 4     | 0             | 2           | 20:12 | +8           | 8:4    |
| 13   | Chile ↓1                 | 2          | 6      | 3     | 0             | 3           | 10:9  | +1           | 6:6    |
| 14   | Vereinigte Staaten ↓1    | 3          | 7      | 3     | 0             | 4           | 12:21 | −9           | 6:8    |
| 15   | Frankreich (=)           | 4          | 8      | 3     | 0             | 5           | 13:13 | ±0           | 6:10   |
| 16   | England ↑3               | 2          | 6      | 2     | 1             | 3           | 10:10 | ±0           | 5:7    |
| 17   | Kuba ↓1                  | 1          | 3      | 1     | 1             | 1           | 5:12  | −7           | 3:3    |
| 18   | Paraguay ↓1              | 2          | 4      | 1     | 1             | 2           | 3:7   | −4           | 3:5    |
| 19   | Rumänien ↓1              | 3          | 5      | 1     | 1             | 3           | 8:12  | −4           | 3:7    |
| 20   | Türkei (N)               | 1          | 3      | 1     | 0             | 2           | 10:11 | −1           | 2:4    |
| 21   | Belgien ↑6               | 4          | 6      | 0     | 1             | 5           | 8:20  | −12          | 1:11   |
| 22   | Polen ↓2                 | 1          | 1      | 0     | 0             | 1           | 5:6   | −1           | 0:2    |
| 23   | Norwegen ↓2              | 1          | 1      | 0     | 0             | 1           | 1:2   | −1           | 0:2    |
| 24   | Ägypten ↓2               | 1          | 1      | 0     | 0             | 1           | 2:4   | −2           | 0:2    |
| 25   | Niederländisch-Indien ↓2 | 1          | 1      | 0     | 0             | 1           | 0:6   | −6           | 0:2    |
| 26   | Peru ↓2                  | 1          | 2      | 0     | 0             | 2           | 1:4   | −3           | 0:4    |
| 27   | Niederlande ↓2           | 2          | 2      | 0     | 0             | 2           | 2:6   | −4           | 0:4    |
| 28   | Schottland (N)           | 1          | 2      | 0     | 0             | 2           | 0:8   | −8           | 0:4    |
| 29   | Südkorea (N)             | 1          | 2      | 0     | 0             | 2           | 0:16  | −16          | 0:4    |
| 30   | Bolivien ↓3              | 2          | 2      | 0     | 0             | 2           | 0:16  | −16          | 0:6    |
| 31   | Mexiko ↓3                | 3          | 8      | 0     | 0             | 8           | 8:31  | −23          | 0:16   |

- Anmerkung: Kursiv gesetzte Mannschaften waren 1954 nicht dabei, die fett gesetzte Mannschaft gewann das Turnier